# Girl (徳永英明のアルバム)
『Girl』（ガール）は1986年1月21日に発売された德永英明の1枚目のオリジナル・アルバム。

## 概要
デビュー・シングル「Rainy Blue」と同日発売。
3曲目「夏のプリズム」は「武蔵野服飾学園」CMソング。
後年、自身で作詞を手掛けていく德永だが、この当時は作曲のみ担当。

## 収録曲
作曲：德永英明（5,9以外）鈴木キサブロー（5,9）
編曲：武部聡志（1,5,6）和泉一弥（2,3,4,7,8）椎名和夫（10,11）田原音彦・和泉一弥（9）
1. Rainy Blue[4:22][1]
  - 作詞：大木誠
2. リアリストとロマンチスト[3:59][1]
  - 作詞：竹花いち子
3. 夏のプリズム[3:58][1]
  - 作詞：篠原仁志
4. 冬の動物園[4:09][1]
  - 作詞：さがらよしあき
5. ガール[3:55][1]
  - 作詞：平野肇・篠原仁志
6. 僕の憂鬱[3:52][1]
  - 作詞：竹花いち子
7. 未完成[4:35][1]
  - 作詞：さがらよしあき
8. Air Port 20:13[3:54][1]
  - 作詞：篠原仁志
9. レター[4:11][1]
  - 作詞：篠原仁志
10. 最後の学園祭[4:55][1]
  - 作詞：篠原仁志
11. 奇跡のようなめぐり逢い[4:39][1]
  - 作詞：竹花いち子